# Malibcong
Malibcong est une municipalité située dans la province d'Abra, aux Philippines.